# At Budokan
At Budokan är ett livealbum av Bob Dylan, utgivet i april 1979, i Japan 1978. Albumet beskrivs ibland som en dokumentation av vad som har kallats Dylans "Las Vegas-period", före hans kristna pånyttfödelse inför det nästföljande albumet, Slow Train Coming.
1978 gjorde Dylan åtta spelningar på arenan Nippon Budokan i Tokyo, Japan. Låtarna på albumet är tagna från den fjärde och femte spelningen, 28 februari respektive 1 mars. Albumet fick generellt sett dålig kritik. Det sålde ändå relativt bra och nådde 13:e plats på albumlistan i USA och 4:e i Storbritannien.

## Låtlista
Låtarna skrivna av Bob Dylan, där inget annat namn anges.

### Skiva 1
1. "Mr. Tambourine Man" - 5:03
2. "Shelter from the Storm" - 4:39
3. "Love Minus Zero/No Limit" - 3:57
4. "Ballad of a Thin Man" - 4:53
5. "Don't Think Twice, It's All Right" - 5:01
6. "Maggie's Farm" - 5:26
7. "One More Cup of Coffee (Valley Below)" - 3:30
8. "Like a Rolling Stone" - 6:36
9. "I Shall Be Released" - 4:23
10. "Is Your Love in Vain?" - 4:02
11. "Going, Going, Gone" - 4:23

### Skiva 2
1. "Blowin' in the Wind" - 4:31
2. "Just Like a Woman" - 5:06
3. "Oh, Sister" (Bob Dylan, Jacques Levy)- 4:50
4. "Simple Twist of Fate" - 4:27
5. "All Along the Watchtower" - 3:26
6. "I Want You" - 2:39
7. "All I Really Want to Do" - 3:45
8. "Knockin' on Heaven's Door" - 4:03
9. "It's Alright, Ma (I'm Only Bleeding)" - 6:08
10. "Forever Young" - 6:31
11. "The Times They Are a-Changin'" - 5:29